# دفار (الشعر)

تعديل مصدري - تعديل

دفار محلة تابعة لقرية الهلتي، التابعة لعزلة الا ملؤك بمديرية الشعر إحدى مديريات محافظة إب في الجمهورية اليمنية، بلغ تعداد سكانها 24 حسب تعداد اليمن لعام 2004.